# Beckenhöhle (Waldmünchen)
Beckenhöhle ist ein Ortsteil der Stadt Waldmünchen im Landkreis Cham des Regierungsbezirks Oberpfalz im Freistaat Bayern.

## Geografie
Der Weiler Beckenhöhle liegt an der Bahnstrecke Cham–Waldmünchen und der parallel zur Bahnlinie verlaufenden Staatsstraße 2146, 5 Kilometer südwestlich von Waldmünchen und 7,4 Kilometer südwestlich der tschechischen Grenze. Südlich von Beckenhöhle befindet sich das Feuchtgebiet Sinzenweiher und östlich erhebt sich der 701 Meter hohe Zwirenzel. Das Waldgebiet auf dem Westhang des Zwirenzels trägt ebenfalls den Namen Beckenhöhle.

## Geschichte
Beckenhöhle wurde 1961 erstmals genannt. Es gehörte zur Gemeinde Geigant. Die Gemeinde Geigant wurde 1978 nach Waldmünchen eingegliedert. Beckenhöhle gehört zur Pfarrkuratie Geigant. 1997 hatte Beckenhöhle 15 Katholiken.

## Einwohnerentwicklung ab 1961
| Jahr | Einwohner | Gebäude |
| ---- | --------- | ------- |
| 1961 | 62        | 9       |
| 1970 | 30        | k. A.   |
| 1987 | 35        | 8       |
| 2011 | 42        | k. A.   |